# Paul Gustavson
Paul Gustavson, nascido Karl Paul Gustafson (16 de agosto de 1916 – abril de 1977) foi um escritor e artista de banda desenhada americano.
As suas mais famosas criações durante a era de Ouro da banda desenhada foram Bomba Humana para a Quality Comics e The Angel pela Marvel Comics. The Angel surgiria em mais de 100 histórias na década de 1940. A Bomba Humana seria mais tarde adquirida pela DC Comics e faria aparições esporádicas nos finais de 2005.